# Kim Ji-soo
Kim Ji-soo (de nacimiento Yang Sung-yoon) (Joengseon, 24 de octubre de 1972) es una actriz surcoreana.

## Biografía
Graduada de Kaywon High School of the Arts.

## Carrera
Es miembro de la agencia Namoo Actors.
Debutó como actriz en 1992. Trabajó inicialmente como actriz en televisión por más de una década antes de dar el salto a las películas, diciendo en una entrevista "Yo estaba haciéndome mayor, y odiaba convertirme en alguien complaciente".
En 2005, obtuvo su primer papel principal en la gran pantalla con un papel en la película del director Lee Yoon-ki This Charming Girl, el personaje de una estudiante soltera de veintitantos años, la cual trabaja en una oficina de correos. La película fue bien recibida por la crítica, y Kim recibió alabanzas, con The Japan Times alagando su interpretación.
Ganó el premio a Mejor Actriz en el Festival Internacional de Cine Singapur, y Mejor Actriz revelación en los Blue Dragon Film Awards, Busan Film Critics Awards, y Korean Film Awards, con una nueva nominación en los Grand Bell Awards. Debido al éxito de This Charming Girl en el circuito internacional del festival de cine, y el reconocimiento de su papel en la promoción de la cultura coreana en el extranjero, fue invitada a un almuerzo en la Casa Azul, dónde se entrevistó con el entonces Presidente de Corea del Sur Roh Moo-hyun y la Primera dama Kwon Yang-suk.
En 2006 participó en varias películas, primero con Jo Jae-hyun, en el melodrama Romance, a pesar de que fue públicamente criticada acerca de la falta de profundidad de su personaje.
En octubre de 2006, interpretó a una víctima del derrumbe del edificio de las Tiendas Sampoong en Traces of Love, la cual fue seleccionada como la película de apertura del 11° Pusan International Film Festival.
En noviembre de 2006 protagonizó junto a Han Suk-kyu el drama romántico Solace, recibiendo una nominación a Mejor Actriz en los Korean Film Awards.
El 23 de marzo del 2020 se unió al elenco principal de la serie 365: Repeat the Year (también conocida como "365: A Year of Defying Fate" donde dio vida a Lee Shin, una psiquiatra con un aire de autoridad y misterio, hasta el final de la serie el 28 de abril del mismo año.

## Vida personal
Mantuvo una relación de seis años con el actor Kim Joo-hyuk, con quien coprotagonizó en el 2002 la serie de la SBS Like a Flowing River. La pareja se separó en 2009.
Después de que su cambio en el estado de relación de Facebook se filtrase en marzo de 2012, confirmó que estaba saliendo con un coreanocanadiense 16 años menor que ella, sin embargo la pareja se separó en 2013.

## Filmografía

### Series de televisión
| Año  | Título                          | Papel                      | Red     | Notas                         | Ref.                 |
| ---- | ------------------------------- | -------------------------- | ------- | ----------------------------- | -------------------- |
| 1992 | Female Detective 8080           | Detective Cha Song-hwa     | SBS     |                               |                      |
| 1992 | Time of Ardor                   |                            | SBS     |                               |                      |
| 1993 | Faraway Songba River            |                            | SBS     |                               |                      |
| 1994 | General Hospital                | Enfermera Joo Kyung-hee    | MBC     |                               |                      |
| 1994 | M                               | Kim Eun-hee                | MBC     |                               |                      |
| 1994 | The Last Lover                  | Joo-hee                    | MBC     |                               |                      |
| 1995 | Little Heroes                   | Yeo-jin                    | HBS     |                               |                      |
| 1996 | Sibling Relations               |                            | MBC     |                               |                      |
| 1997 | The Angel Within                |                            | KBS2    |                               |                      |
| 1997 | Mountain                        |                            | MBC     |                               |                      |
| 1997 | Two Mothers                     |                            | SBS     | One-Act Play                  |                      |
| 1997 | When She Beckons                | Kim In-hwa/Jang In-young   | KBS2    |                               |                      |
| 1997 | Solomon's Thieves               |                            | MBC     | MBC Best Theater              |                      |
| 1998 | Love                            | Lee So-jin                 | MBC     |                               |                      |
| 1998 | Letters Written on a Cloudy Day |                            | SBS     |                               |                      |
| 1998 | See and See Again               | Eun-joo                    | MBC     |                               |                      |
| 1999 | Once in a Lifetime              |                            | MBC     | MBC Best Theater              |                      |
| 1999 | Sweet Bride                     |                            | SBS     |                               |                      |
| 2000 | Bad Friends                     | Lee Sang-eun               | MBC     |                               |                      |
| 2000 | Dong-bo's Bluebird              |                            | MBC     | MBC Best Theater              |                      |
| 2000 | Full of Sun                     | Park Ji-sook               | KBS2    |                               |                      |
| 2000 | Foolish Princes                 | Joo Jang-mi                | MBC     |                               |                      |
| 2001 | Wind from the Straits           |                            | Fuji TV |                               |                      |
| 2001 | Legend                          | Yoon Seo-yeon              | SBS     |                               |                      |
| 2002 | Sunshine Hunting                | Song Hee-ju                | KBS2    |                               |                      |
| 2002 | Like a Flowing River            | Park Sang-hee              | SBS     |                               |                      |
| 2003 | First Love                      | Yoon Seo-gyung             | SBS     |                               |                      |
| 2004 | The Age of Heroes               | Park So-sun                | MBC     |                               |                      |
| 2008 | Women of the Sun                | Shin Do-young/Kim Han-sook | KBS2    |                               |                      |
| 2010 | The King of Legend              | Buyeo Hwa                  | KBS1    |                               |                      |
| 2012 | Love Again                      | Uhm Ji-hyun                | JTBC    |                               |                      |
| 2013 | One Warm Word                   | Song Mi-kyung              | SBS     |                               |                      |
| 2016 | Memory                          | Seo Yeong-Joo              | tvN     |                               |                      |
| 2016 | Hwarang: The Poet Warrior Youth | Reina Madre Jiso           | KBS2    |                               |                      |
| 2017 | A Korean Odyssey                | Na Chal-nyeo               | tvN     |                               |                      |
| 2018 | Star of the Foxes               | Yang Seo-gun               | SBS     |                               |                      |
| 2020 | 365: Repeat the Year            | Psiq. Lee Shin             | MBC     |                               |                      |
| 2021 | High Class                      | Nam Ji-sun                 | tvN     |                               | [ 13 ]               |
| 2024 | El amor vuelve a casa           | Geum Ae-yeon               | JTBC    |                               | [ 14 ] [ 15 ] [ 16 ] |
| 2025 | Way Back Love                   |                            | TVING   | Serie web, aparición especial | [ 17 ]               |

### Cine
| Año  | Título                       | Rol                   |
| ---- | ---------------------------- | --------------------- |
| 2005 | This Charming Girl           | Jeong-hae             |
| 2005 | Murder, Take One             | Jung Yun-jung (cameo) |
| 2005 | Love Talk                    | Jeong-hae (cameo)     |
| 2006 | Romance                      | Yun-hee               |
| 2006 | Traces of Love               | Seo Min-joo           |
| 2006 | Solace                       | Lee Hye-ran           |
| 2011 | Come Rain, Come Shine        | (cameo)               |
| 2015 | Gangnam 1970 (Gangnam Blues) | Min Seong-hee         |
| 2016 | Woo-joo's Christmas          | Sung Woo-joo          |

### Espectáculos de variedades
| Año  | Título                      | Red         | Notas |
| ---- | --------------------------- | ----------- | ----- |
| 1995 | Entertainment Weekly        | KBS2        | MC    |
| 1995 | MBC Popular Song Best 50    | MBC         | MC    |
| 1998 | Live Dating 11              | MBC         | MC    |
| 1999 | Seo Se-won's Super Stardom  | SBS         | MC    |
| 2000 | To You Who Forget the Night | KBS Radio 2 | DJ    |

### Vídeo musical
| Año  | Título de la canción             | Artista        |
| ---- | -------------------------------- | -------------- |
| 1999 | "Are You Going"                  | Jinju          |
| 2001 | "Should I Say I Love You Again?" | Kim Dong-ryool |
| 2004 | "Memory Loss"                    | Gummy          |
| 2006 | "That Man, That Woman"           | Vibe           |

## Premios y nominaciones
| Año  | Premio                                     | Categoría                                           | Nominación           | Resultado | Ref.   |
| ---- | ------------------------------------------ | --------------------------------------------------- | -------------------- | --------- | ------ |
| 1997 | KBS Drama Awards                           | premio excelencia, actriz                           | When She Beckons     | Ganadora  | [ 18 ] |
| 1998 | MBC Drama Awards                           | Grand Prize (Daesang)                               | See and See Again    | Ganadora  | [ 18 ] |
| 2002 | SBS Drama Awards                           | premio excelencia, actriz de drama                  | Like a Flowing River | Ganadora  | [ 18 ] |
| 2005 | 18th Singapore International Film Festival | mejor actriz                                        | This Charming Girl   | Ganadora  | [ 19 ] |
| 2005 | 41st Baeksang Arts Awards                  | mejor actriz nueva                                  | This Charming Girl   | Nominada  |        |
| 2005 | 42nd Grand Bell Awards                     | mejor actriz nueva                                  | This Charming Girl   | Nominada  | [ 20 ] |
| 2005 | 6th Busan Film Critics Awards              | mejor actriz nueva                                  | This Charming Girl   | Ganadora  | [ 21 ] |
| 2005 | 26th Blue Dragon Film Awards               | mejor actriz nueva                                  | This Charming Girl   | [ 22 ]    |        |
| 2005 | 4th Korean Film Awards                     | mejor actriz nueva                                  | This Charming Girl   | Ganadora  | [ 23 ] |
| 2006 | Mnet KM Music Festival                     | mejor actriz de video musical                       | That Man, That Woman | Ganadora  | [ 24 ] |
| 2007 | 6th Korean Film Awards                     | mejor actriz                                        | Solace               | Nominada  | [ 25 ] |
| 2008 | KBS Drama Awards                           | premio alta excelencia, actriz                      | Women of the Sun     | Ganadora  |        |
| 2009 | 45th Baeksang Arts Awards                  | mejor actriz (TV)                                   | Women of the Sun     | Nominada  |        |
| 2011 | KBS Drama Awards                           | premio excelencia, actriz de drama                  | The King of Legend   | Nominada  |        |
| 2014 | 50th Baeksang Arts Awards                  | mejor actriz (TV)                                   | One Warm Word        | Nominada  | [ 26 ] |
| 2014 | SBS Drama Awards                           | premio alta excelencia, actriz de drama especial    | One Warm Word        | Nominada  |        |
| 2019 | SBS Drama Awards                           | Excellence Award, Actress in a Monday-Tuesday Drama | Where Stars Land     | Nominada  |        |